# La Maskletá
La Maskletá va ser un fanzine musical editat per Jorge Villar en Alacant entre 1996 i 2004. Villar obrigué també un bar musical homònim, a la Ruta de la Fusta de la ciutat d'Alacant.
La publicació s'inspirava en un fanzine d'Elx, La Karretilla. El 2022, À Punt emeté una sèrie documental inspirada en el fanzine, presentada per Jorge Villar i Nerea Sanfe.